# Tessenderlo
Tessenderlo (lim. Loei) – miejscowość i gmina (gemeente) w Belgii, w Regionie Flamandzkim, w prowincji Limburgia, w okręgu Hasselt. 1 stycznia 2024 liczyła 19 011 mieszkańców.

## Podział administracyjny
W skład gminy nie wchodzi żadna dzielnica (deelgemeente).

## Osoby

### urodzone w Tessenderlo
- Kate Ryan (22 lipca 1980), piosenkarka